# Петритоли
Петритоли (итал. Petritoli) насеље је у Италији у округу Фермо, региону Марке.
Према процени из 2011. у насељу је живело 783 становника. Насеље се налази на надморској висини од 304 м.

## Становништво
| 1931. | 1936. | 1951. | 1961. | 1971. | 1981. | 1991. | 2001. | 2011. |
| ----- | ----- | ----- | ----- | ----- | ----- | ----- | ----- | ----- |
| 3.795 | 3.958 | 4.061 | 3.732 | 3.053 | 2.662 | 2.602 | 2.529 | 2.440 |